# Christoph Ludwig Raschen
Christoph Ludwig Raschen, auch Rasch, Rasche, Christoffer Ludwig Raschius von Segnitz  (* 30. Dezember 1584 in Magdeburg; † 12. November 1645 in Bremen-Walle) war ein deutscher Ritter, Offizier und Diplomat.

## Biografie
Ritter von Rasch(en) war der Sohn des gräflichen Geheimen Rates und Kanzler aus dem Hause Barby in der Region Magdeburg. Er studierte ab 1597 an der Universität Helmstedt sowie an der Universität Marburg, Universität Heidelberg und der Universität Basel. Danach wurde er Offizier und diente fünf Jahre, zuletzt als Hauptmann, in der Armee der Republik Venedig. Anschließend studierte er an der Universität Frankfurt an der Oder. 
Nach dem Studium wurde Raschen brandenburgischer Kammersekretär und Kammerrat sowie Oberstleutnant. 1620 übernahm er in Schweden diplomatische Missionen, unter anderem in Bremen. Von 1633 bis 1635 war er schwedischer Resident und bevollmächtigter Minister bei den Hansestädten und dem Niedersächsischen Reichskreis in Hamburg. 
1635 pachtete Raschen vom Bremer Bürgermeister Havemann das Gut Walle. 1641 wurde er von Kaiserlichen Truppen gefangen genommen und entführt. 1644 kehrte er nach Walle zurück. 
Bestattet wurde Raschen 1645 in der Waller Kirche. 1658 wurde der Kirchturm der ehemaligen Michaeliskapelle über dem Grabgewölbe des Ritters Raschen errichtet. Eine Gedenktafel erinnerte an ihn. 1952 fand man bei Grabungen den Sarg und das gut erhaltene Skelett des Ritters in drei Meter Tiefe, jedoch neben dem Turm. Das Skelett wurde dann umgebettet.
Der Ritter-Raschen-Platz und die Ritter-Raschen-Straße in Walle  erinnern an ihn.